# Casa Vestuario
La casa Vestuario está situada en la plaza de la Virgen número 1 de la ciudad de Valencia (España), frente a la puerta de los Apóstoles de la catedral de Valencia.

## Edificio
Fue construida a principios del siglo XVII en estilo neoclásico por el arquitecto José García para a servir a los magistrados del Tribunal de las Aguas como lugar de reunión antes de asistir a los juicios que se celebraban en dicha puerta. 
Su planta es irregular, al estar emplazada en el ángulo de la manzana, dando la fachada principal a la calle del Micalet. De un sobrio estilo neoclásico, tiene tres pisos. 
La planta baja se adorna con almohadillado de piedra y grandes puertas, mientras que en el piso principal la construcción es ya de ladrillo visto con bandas de almohadillado en las esquinas y una gran blasonada que recorre todo el edificio para conferirle mayor unidad. 
Las ventanas se rematan con frontones alternos, rectos y curvos, y el central con un conjunto escultórico que sostiene el escudo de la ciudad. Entre ellos se observan los herrajes en los que se disponen las banderas durante los actos públicos. En el piso superior se abren ventanas más pequeñas y el edificio se remata con un alero.